# Miss Rio de Janeiro 2018
Miss Rio de Janeiro BE Emotion 2018 foi a 63ª edição do tradicional concurso de beleza feminino de Miss Rio de Janeiro, válido para a disputa de Miss Brasil 2018, único caminho para o Miss Universo. O concurso foi coordenado pela primeira vez pelo empresário paulista André Cruz junto ao jornalista Marcelo Haidar e ocorreu no Hotel Hilton Barra,  na capital do Estado com a presença de dezessete (17) candidatas de distintos municípios do Rio. A detentora do título no ano anterior, Isabel Correa, coroou a sucessora no final do evento, sendo esta a represente de Angra dos Reis, Amanda Coelho. 

## Resultados

### Colocações
| Posição   | Município e Candidata            |
| --------- | -------------------------------- |
| Vencedora | - Angra dos Reis - Amanda Coelho |
| 2º. Lugar | - Volta Redonda - Isadora Meira  |
| 3º. Lugar | - Barra Mansa - Nathalia Folly   |
| 4º. Lugar | - Niterói - Mariana Pitanga      |
| 5º. Lugar | - Itaguaí - Fernanda Vaes        |

## Jurados

### Final
Ajudaram a escolher a vencedora: 
1. Tarso Brant, ator e modelo;
2. Jaqueline Grohalski, ex-BBB 18;
3. Carlos Franco, Mister Brasil 2016;
4. Gabrielle Vilela, Miss Mundo Brasil 2017;
5. Drº Egberto França, dentista da Beauty Dental;
6. Roberto y Plá, representando a Band;
7. Márcia Gabrielle, Miss Brasil 1985;
8. Carla Prata, repórter e dançarina;
9. Cahê Rodrigues, carnavalesco.

## Candidatas
Disputaram o título este ano:
| - Angra dos Reis - Amanda Coelho - Araruama - Letícia Gaia - Barra Mansa - Nathalia Folly - Guapimirim - Mayara Costa - Cachoeiras de Macacu - Thamires Oliveira - Itaguaí - Fernanda Vaes | - Magé - Bianca Lopes - Niterói - Mariana Pitanga - Nova Iguaçu - Stéphane Paula - Paraty - Mariana Lelis - Rio das Ostras - Gleycy Correia - Rio de Janeiro - Raphaela Domingues | - São José - Assucena Corrêa - Saquarema - Luana Costa - Tanguá - Hemily Conceição - Teresópolis - Larissa Mattos - Volta Redonda - Isadora Meira |

## Histórico

### Estadual
Miss Rio de Janeiro
- 2011: Volta Redonda - Isadora Meira
  - (Representando o município de Volta Redonda)
- 2015: Volta Redonda - Isadora Meira (2º. Lugar)
  - (Representando o município de Volta Redonda)